# Papa (nouvelle)
Pour les articles homonymes, voir Papa.
Papa (en russe : Papacha) est une nouvelle d’Anton Tchekhov, parue en 1880.

## Historique
Papa est initialement publiée dans la revue russe La Libellule, no 26, du 29 juin 1880, sous le pseudonyme An. Tch.  

## Résumé
La mère vient interrompre son mari qui avait la bonne sur les genoux. Leur fils unique a eu une mauvaise note en arithmétique; il faut absolument qu’il aille voir Ivan Fédorytch, son professeur pour faire rectifier cette erreur.
Le père y va à contrecœur. Il essaie la gentillesse, la corruption avec un billet de vingt-cinq roubles, le chantage: rien ne marche. En effet, son fils ne travaille pas et il est insolent; le père insiste encore et encore. Pour s’en débarrasser, Ivan Fédorytch lui assure qu’il mettra la moyenne à son fils, si tous les professeurs font de même.
Le soir, le père, avec la mère sur les genoux, lui raconte sa méthode : « Avec les gens de lettres, il faut leur serrer poliment la gorge ».

## Édition française
- Papa, traduit par Madeleine Durand avec la collaboration d’E. Lotar, Vladimir Pozner et André Radiguet, dans le volume Premières nouvelles, Paris, 10/18, coll. « Domaine étranger » no 3719, 2004  (ISBN 2-264-03973-6)